# Geslachtsgemeenschap
Geslachtsgemeenschap (Latijn: coïtus, in het Nederlands ook wel copulatie, neuken, verouderd bijslaap) is een seksuele handeling tussen twee mensen waarbij een penis in erectie een vagina of anus penetreert. Het doel van geslachtsgemeenschap kan seksueel genot zijn, geslachtelijke voortplanting of beide.

## Vaginale geslachtsgemeenschap

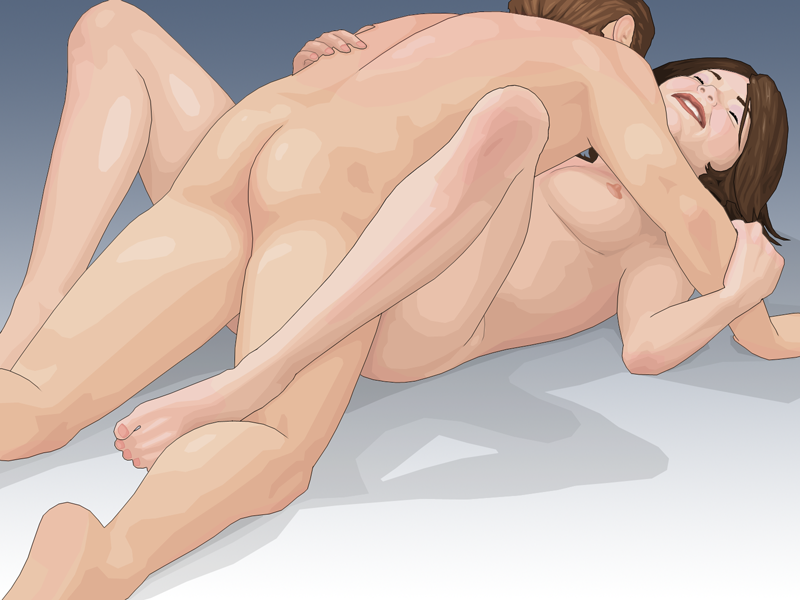
Geslachtsgemeenschap van een man en een vrouw

Vaginale geslachtsgemeenschap vindt veelal plaats tussen een man en een vrouw. De geslachtsgemeenschap wordt voorafgegaan door een fase van seksuele opwinding: de penis wordt stijf en produceert voorvocht en in de vagina ontstaat extra afscheiding waardoor deze gladder wordt en de penis gemakkelijker kan worden ingebracht. Gedurende de geslachtsgemeenschap wordt de penis naar voren gestoten en weer teruggetrokken in een ritmisch proces. Dit kan resulteren in een ejaculatie (zaaduitstorting), waarbij sperma in de vagina wordt gespoten. De spermacellen bewegen zich (indien geen gebruik wordt gemaakt van bijvoorbeeld een condoom) via de vagina en baarmoederhals naar de baarmoeder of nog dieper in het lichaam naar de eileider. Als daar een eicel aanwezig is kan deze door een spermacel bevrucht worden, waardoor mogelijk een zwangerschap ontstaat. Mensen kunnen een bevruchting voorkomen door verschillende vormen van anticonceptie te gebruiken.

## Anale geslachtsgemeenschap

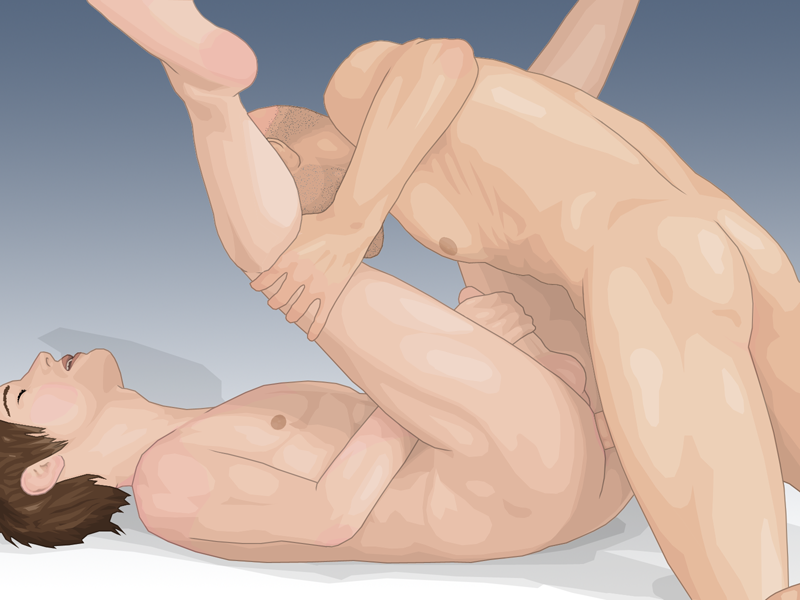
Geslachtsgemeenschap van twee mannen

Anale geslachtsgemeenschap kan zowel plaatsvinden tussen mannelijke partners als tussen een mannelijke en een vrouwelijke partner. Anaal geslachtsverkeer leidt bij vrouwen in beginsel niet tot zwangerschap, tenzij het sperma toch in de omgeving van de vagina terechtkomt.

## Posities en variaties
Geslachtsgemeenschap kan worden bedreven in een grote variëteit van seksposities. Er zijn in de geschiedenis veel boeken hierover verschenen, zoals de Kamasutra uit vermoedelijk de 2e eeuw na Christus, de I Modi uit de 16e eeuw en het 19e-eeuwse literaire werk De figuris Veneris. Geslachtsgemeenschap kan liggend plaatsvinden, met de ene partner boven de ander, in zijligging, staand of zittend. Voorbeelden zijn de "missionarishouding" of "op zijn hondjes".

## Taal
Zoals voor alle termen die met de seksualiteit te maken hebben, zijn er ook voor geslachtsgemeenschap vele alternatieve woorden. Er bestaan vele verschillende, meer of minder pejoratieve Nederlandse synoniemen voor het woord geslachtsgemeenschap.

## Afbeeldingen

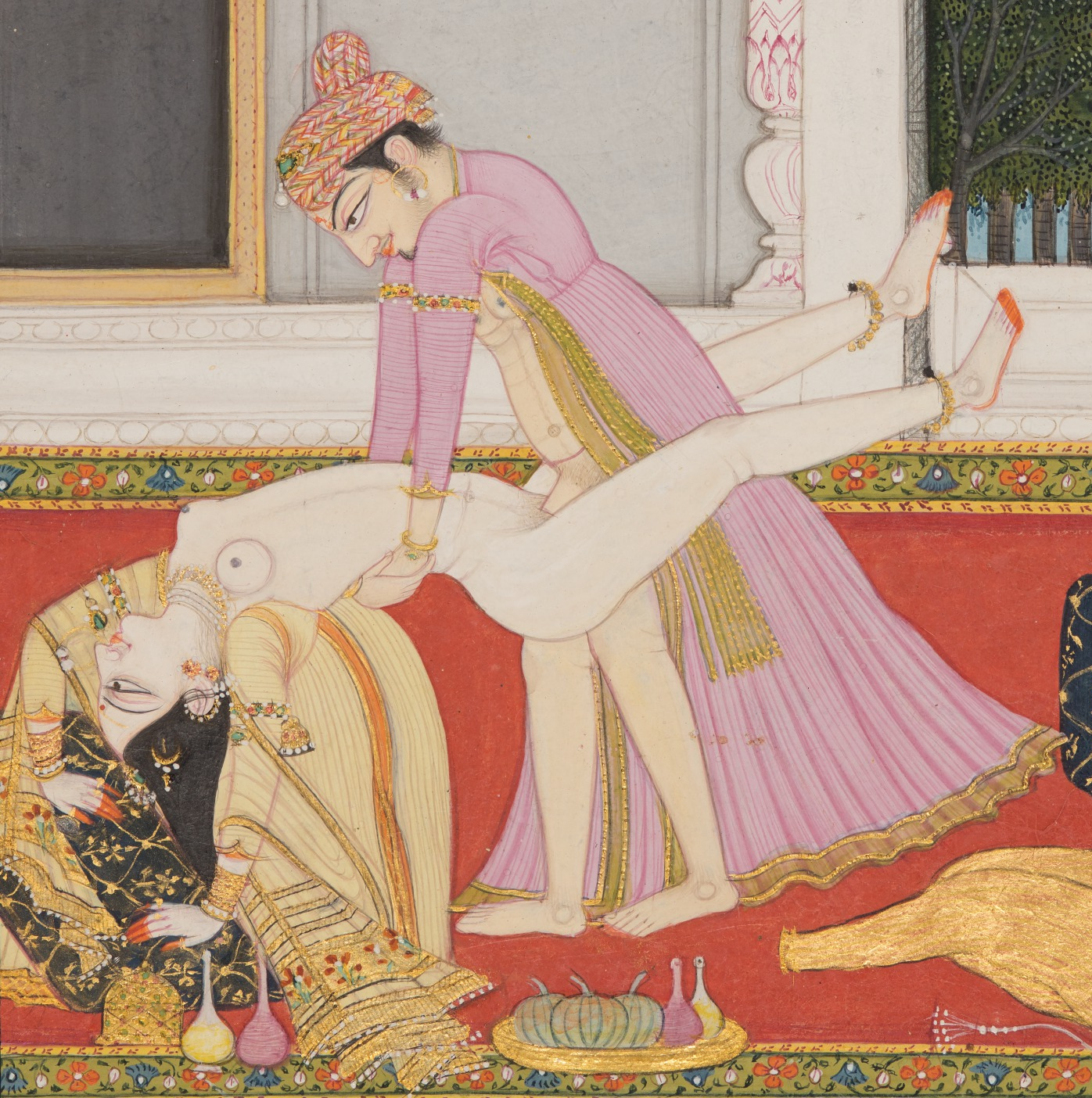
Man staat, vrouw ligt
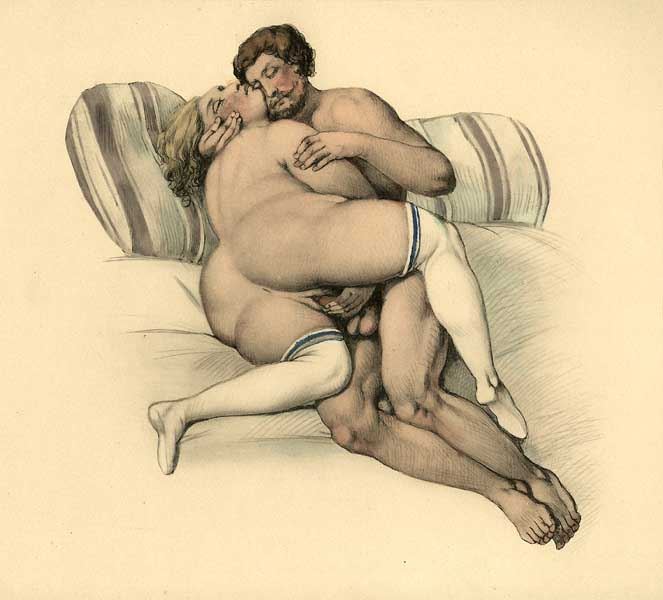
zijligging
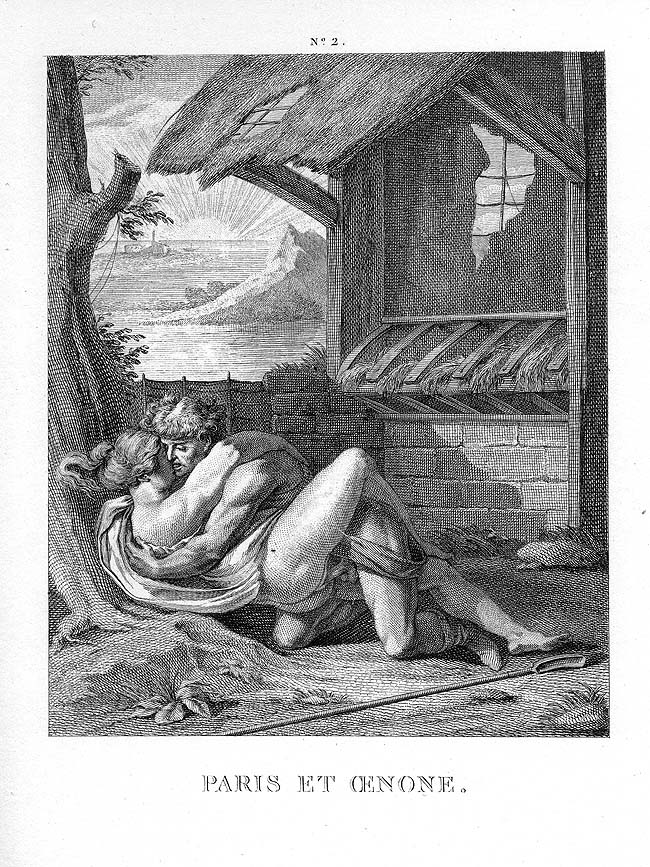
Missionarishouding
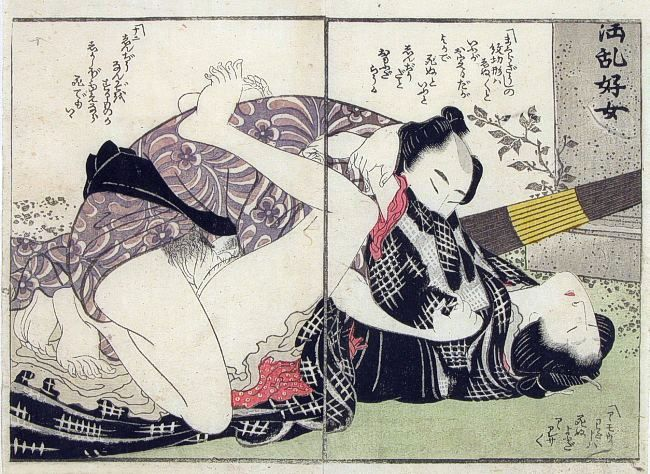
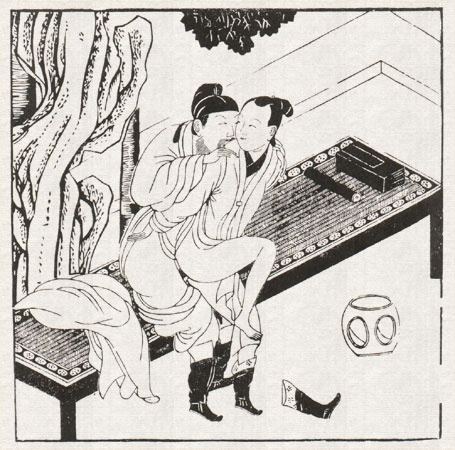
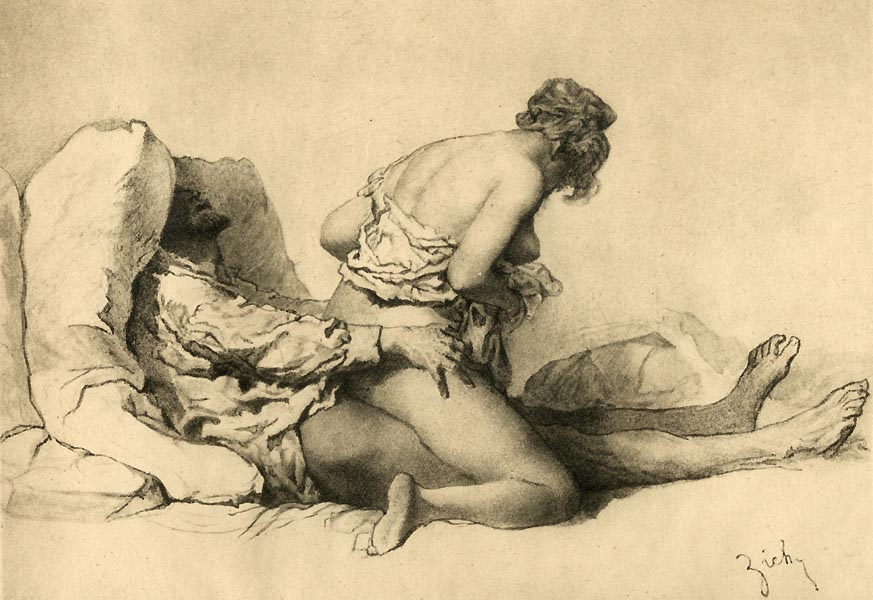
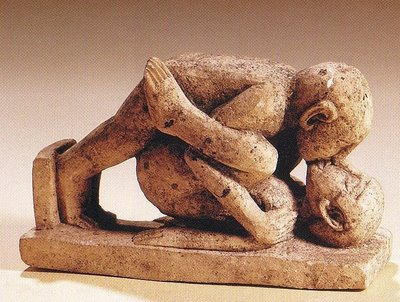
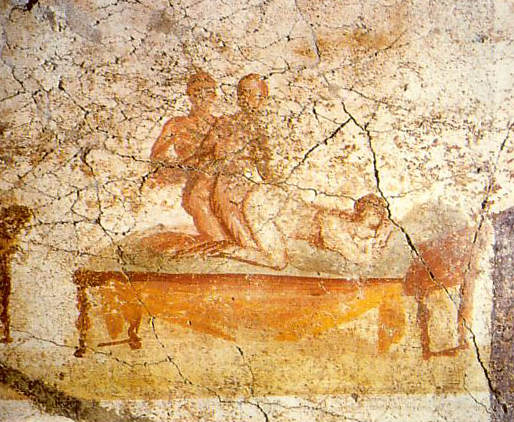
Afbeelding uit Pompeï
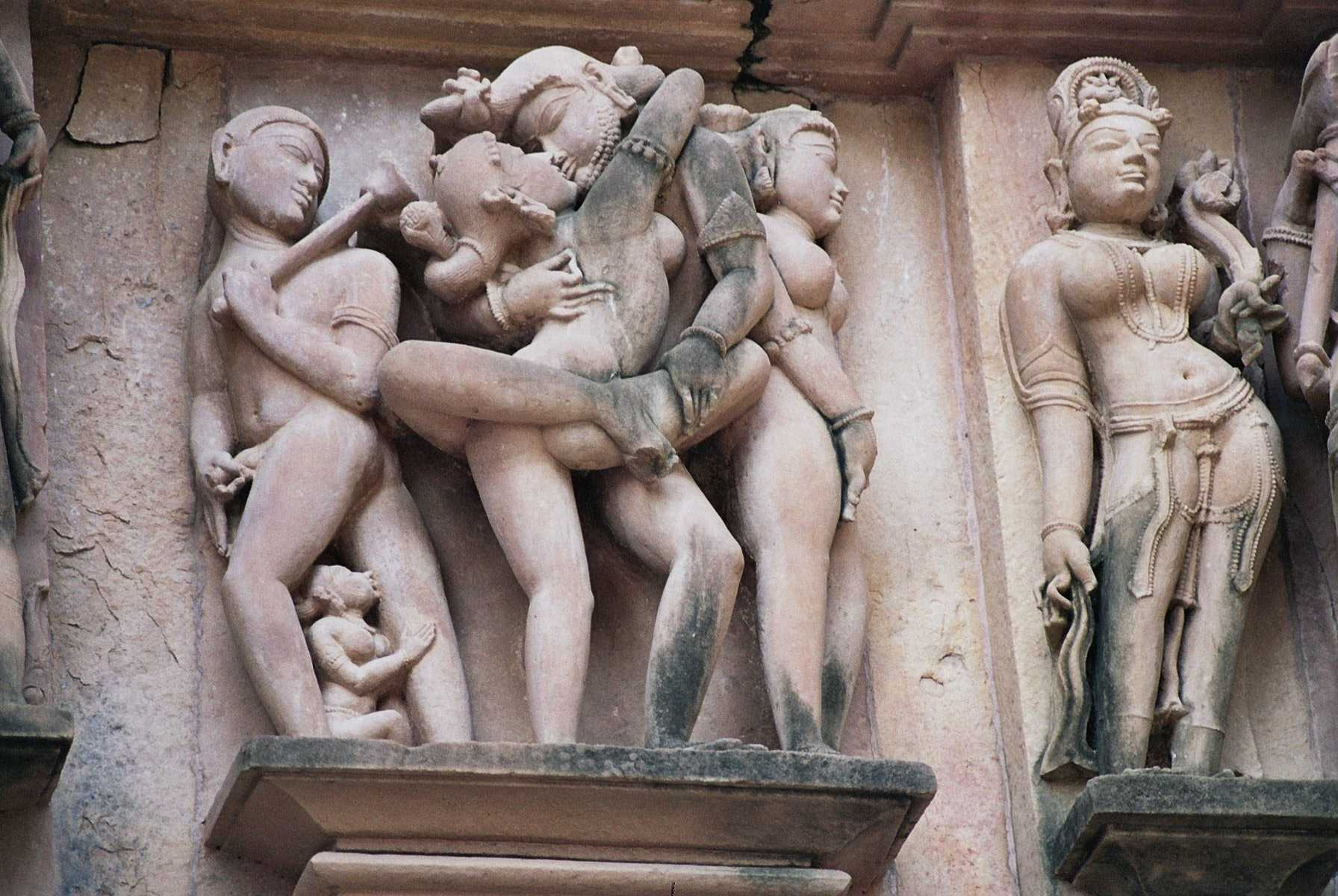